# Julius Rollmann (Bauingenieur)
Julius Rollmann (* 28. Juli 1866 in Stralsund; † 1955 in Kiel) war ein deutscher Bauingenieur, Hafenbaudirektor der Marinehäfen von Wilhelmshaven und Kiel und Ministerialrat im Reichsverkehrsministerium.

## Leben
Rollmann wurde als Sohn des Prof. Dr. phil. Wilhelm Rollmann, Oberlehrer für Mathematik und Naturwissenschaften am Gymnasium Stralsund, geboren. Er besuchte dieses Gymnasium von 1875 bis 1885.  Ab Ostern 1885 studierte er an der Technischen Hochschule Braunschweig Bauingenieurwissenschaften und bestand im November 1889 die erste staatliche Hauptprüfung. Vom 1. Dezember 1889 bis Januar 1893 war Rollmann als Königlicher Regierungs-Bauführer bei der „Kaiserlichen Kanal Kommission zur Erbauung des Nord-Ostsee-Kanals“ tätig und war speziell dem Kanalbau Rendsburg zugeteilt. Nach Fertigstellung seiner Baumeisterarbeit bestand er auch die mündliche staatliche Hauptprüfung im Mai 1894. Im gleichen Monat wurde er als Königlicher Regierungs-Baumeister zum Streckenmeister der „Königlichen Kanal Kommission für die Erbauung des Dortmund-Emshäfen Kanals“ (Dortmund-Ems-Kanal) ernannt. 1897 erfuhr er von einem Stellenangebot der Kaiserlichen Werft Wilhelmshaven, die einen Regierungs-Baumeister suchte. Rollmann bewarb sich erfolgreich und siedelte im Herbst 1897 nach Wilhelmshaven über. Anfang 1898 wurde er zum Marine-Hafenbaumeister ernannt. Er wurde mit der Bildung und Leitung eines neuen Konstruktionsbüros beauftragt, das die Entwürfe für die geplanten neuen Hafenbauten der Werft ausarbeiten sollte. Später folgte dann unter seiner Leitung auch die Bauausführung der Werfterweiterung.
1902 lief im Pachtgebiet Kiautschou, das dem Reichsmarineamt unterstand, die Amtszeit des ersten Hafenbaudirektors Gromsch ab. Alfred Tirpitz bestimmte Rollmann zu dessen Nachfolger und ernannte ihn zum Baudirektor in Tsingtau, das er nach über einem Monat Seereise am 6. November 1902 erreichte. In den nächsten Tagen erlebte er die Grundsteinlegung für die erste Mole des Großen Hafens mit, dessen Pläne im Wesentlichen von Gromsch stammten. Rollmann war insgesamt fünf Jahre in Tsingtau tätig als Chef des gesamten offiziellen Bauwesens tätig. Ihm unterstanden die drei Hauptabteilungen: 1) Hafenbau, 2) Tiefbau, 3) Hochbau, was dem Leiter der Hochbau-Abteilung Karl Strasser missfiel. 1905 wurde daher die Hochbauabteilung selbständig. Während Rollmanns Amtszeit wurden die Mole 1 (1904) und Mole 2 (1905) fertiggestellt.
Am 1. Dezember 1907 verließ Rollmann Tsingtau und er kehrte mit seiner Familie nach Wilhelmshaven zurück, wo er Anfang 1908 seinen neuen Dienst als Marine-Hafenbaudirektor antrat. In dieser Position hatte Rollmann mit großen baulichen Problemen zu kämpfen, da bei den inzwischen für die neuen Großkampfschiffe („Dreadnoughts“) gebauten zwei Trockendocks und bei der 3. Hafeneinfahrt gravierende Mängel auftraten. Im Herbst 1912 zog sich Rollmann eine Hauterkrankung zu, die einen längeren Kuraufenthalt nötig machten. Am 1. April 1913  versetzte das Reichsmarineamt Rollmann als Marine-Hafenbaudirektor an die Kaiserliche Werft Kiel, wo er rasch gesundete. Durch den Ausbruch des Ersten Weltkriegs vergrößerten sich die Anforderungen der Flotte stark und alle baulichen Anlagen der Werft mussten bis ins letzte Kriegsjahr hinein erweitert werden. Im Herbst 1918 besuchte Kaiser Wilhelm II. die Kieler Werft und verlieh Rollmann persönlich den Kronenorden II. Klasse am weiß-schwarzen Band. Nur wenige Tage später bildeten sich in Kiel Arbeiter- und Soldatenräte. 1921 wurde Rollmann von der Marine auf Wartegeld gesetzt. Er wechselte deshalb nach Berlin in das Reichsverkehrsministerium, wurde zum Ministerialrat und Geheimen Marinebaurat ernannt. Bis zu seiner Pensionierung 1931 war er in dem Referat „Wasserstraßen“ tätig. 1955 starb Julius Rollmann in Kiel.

## Familie
Rollmann war der Bruder des Admirals und zeitweiligen Gouverneurs des deutschen Schutzgebietes Kiautschou Max Rollmann. Er war verheiratet mit Else Eggeling (* 31. Mai 1871 in Braunschweig), Tochter des Pfarrers Otto Eggeling, das Paar hatte sechs Kinder.

## Weblink und Quellen
- Wilhelm Matzat: Kurzbiographie Julius Rollmann. In: www.tsingtau.org – Geschichte der Deutschen in Ostasien – 1898 bis 1946. Abgerufen am 15. November 2015.

| Personendaten    | Personendaten                                               |
| ---------------- | ----------------------------------------------------------- |
| NAME             | Rollmann, Julius                                            |
| KURZBESCHREIBUNG | deutscher Bauingenieur, Hafenbaudirektor und Ministerialrat |
| GEBURTSDATUM     | 28. Juli 1866                                               |
| GEBURTSORT       | Stralsund                                                   |
| STERBEDATUM      | 1955                                                        |
| STERBEORT        | Kiel                                                        |